# Natació en aigües obertes al Campionat del Món de natació de 2015 – 25 km femení
La prova dels 25 km femení al Campionat del Món de natació de 2015 se celebrà a Rússia l'1 d'agost.

## Resultats
La cursa va començar a les 8:00.
| Posició | Nedadora            | País            | Temps     |
| ------- | ------------------- | --------------- | --------- |
| 1       | Ana Marcela Cunha   | Brasil          | 5:13:47.3 |
| 2       | Anna Olasz          | Hongria         | 5:14:13.4 |
| 3       | Angela Maurer       | Alemanya        | 5:15:07.6 |
| 4       | Aurélie Muller      | França          | 5:16:07.5 |
| 5       | Finnia Wunram       | Alemanya        | 5:19:02.5 |
| 6       | Margarita Domínguez | Espanya         | 5:19:39.4 |
| 7       | Alice Franco        | Itàlia          | 5:19:50.5 |
| 8       | Emily Brunemann     | Estats Units    | 5:19:51.2 |
| 9       | Ashley Twichell     | Estats Units    | 5:20:20.8 |
| 10      | Ilaria Raimondi     | Itàlia          | 5:21:05.2 |
| 11      | Olga Kozydub        | Rússia          | 5:22:46.1 |
| 12      | Jessica Walker      | Austràlia       | 5:23:33.0 |
| 13      | Chelsea Gubecka     | Austràlia       | 5:28:49.2 |
| 14      | Nikoletta Kiss      | Hongria         | 5:30:36.4 |
| 15      | Lenka Štěrbová      | Txèquia         | 5:36:09.9 |
| 16      | Yang Dandan         | R.P. de la Xina | 5:42:19.5 |
| 17      | Cao Shiyue          | R.P. de la Xina | 6:02:49.7 |
|         | Betina Lorscheitter | Brasil          | DNF       |
|         | Xeniya Romanchuk    | Kazakhstan      | DNF       |
|         | Silvie Rybářová     | Txèquia         | DNF       |
|         | Julia Arino         | Argentina       | DNF       |